# 圣杯屿
圣杯屿是位于中華人民共和國福建省漳州市漳浦县古雷镇以南海域中的一個島嶼，距大陆最近点630米。該島嶼因為形如圣杯，近圆形，所以得名「圣杯屿」。圣杯屿直径约83米，中部高四周低。面积5520平方米，岸线长280米。海拔14.7米。圣杯屿附近海域有元代海船遗址。岛上设有航标灯塔，名為「圣杯屿灯桩」，於1956年建成，1965年改建，1991年12月灯桩原位改建竣工，1992年更换灯器和安装太阳能电池。圣杯屿灯桩灯高31.8米，射程10.5海里，桩身高度10.8米。